# Poiocera undata
Poiocera undata är en insektsart som beskrevs av Walker 1851. Poiocera undata ingår i släktet Poiocera och familjen lyktstritar. Inga underarter finns listade i Catalogue of Life.